# 2-4-0

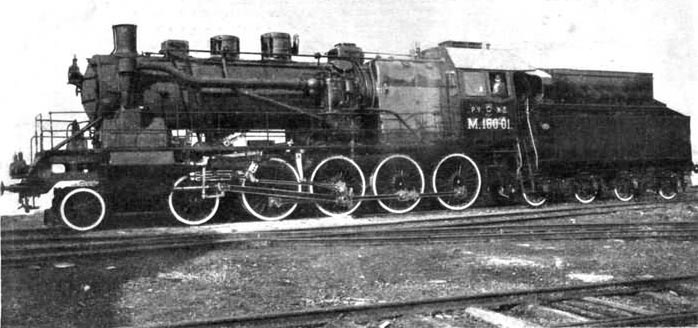
Советский паровоз серии М типа 2-4-0

Тип 2-4-0 — паровоз с четырьмя движущими осями в одной жёсткой раме и с двумя бегунковыми осями.
Другие методы записи:
- Американский — 4-8-0 («Мастодонт», реже - «Двенадцатиног»)
- Французский — 240
- Германский — 2D

## Примеры паровозов
Советский паровоз серии М.